# Feuerschuppiger Saftling
Der Feuerschuppige Saftling (Hygrocybe intermedia) ist eine Pilzart aus der Familie der Schnecklingsverwandten. Wegen seiner trockenen Hutoberfläche wird er auch als Trockener Saftling bezeichnet.

## Merkmale
Der Feuerschuppige Saftling ist eine recht kräftige Art. Der Hut erreicht einen Durchmesser von 2 bis 6 cm und ist konvex bis stumpfbuckelig geformt. Er ist leuchtend scharlachrot bis orange gefärbt, wird später aber orange-gelblich. Die Oberfläche ist trocken und radialfaserig. Zur Mitte hin ist sie stark feinschuppig. Die Lamellen sind weißlich bis gelblich gefärbt. Ihre Schneiden sind oft gesägt. Der stämmige, zylindrische Stiel wird 2 bis 8 cm lang und 0,5 bis 1,3 cm dick. Er ist auf gelbem oder orangefarbenem Grund rot überlaufen. Seine Oberfläche ist trocken und längsfaserig. Die Basis ist weißlich getönt. Das Fleisch ist gelblich. Geruch und Geschmack sind unbedeutend.
Die Sporen messen 8 bis 11 mal 4 bis 5 µm. Sie sind in der Form sehr variabel. Das Spektrum reicht von ellipsoid oder eiförmig bis subzylindrisch, birnen- oder auch fast bohnenförmig. Die Basidien sind vier- oder auch zweisporig. Seltener weisen sie eine oder drei Sporen auf.

## Artabgrenzung
Die Spezies hat Ähnlichkeit mit fast allen orange gefärbten Saftlingen. Er sieht vor allem dem Granatroten Saftling (Hygrocybe punicea) sehr ähnlich. Dieser besitzt einen klebrigen Stiel. Der Schnürsporige Saftling (Hygrocybe quieta) kann ebenfalls ähnlich gefärbt sein. Sein Hut ist jedoch glatt und kahl, die Lamellen sind orange bis lachsfarben und der Stiel ist stärker gelb getönt.

## Ökologie und Phänologie
Der Feuerschuppige Saftling ist in Heidemooren, auf Waldwiesen, Halbtrockenrasen, ungedüngten Bergwiesen und -weiden zu finden. Er besiedelt dabei frische bis feuchte, saure bis schwach alkalische Böden, die besonders arm an Nährstoffen sind. Das Ausgangsgestein ist unterschiedlicher Art.
Die Fruchtkörper erscheinen meist in Gruppen von Ende Juli bis Ende Oktober.

## Verbreitung
Der Feuerschuppige Saftling ist submeridional bis temperat verbreitet. So ist er in Nordasien (Ostsibirien) und Europa anzutreffen. Die Fundgebiete liegen jedoch weit gestreut. Im Tiefland ist der Pilz sehr selten, im Bergland kommt er zerstreut vor. In Europa reicht das Gebiet von Irland, Großbritannien, den Niederlanden, Belgien und Frankreich im Westen bis Polen und Österreich im Osten sowie südwärts bis Spanien, Italien und Rumänien und nordwärts bis zu den Hebriden, Dänemark, in den Süden Skandinaviens und zu den Baltischen Staaten.

## Bedeutung
Der Feuerschuppige Saftling ist essbar, kommt für Speisezwecke jedoch kaum in Betracht. Aufgrund seiner Seltenheit sollte er geschont werden.